# Manono (territoire)
Pour les articles homonymes, voir Manono.
Le territoire de Manono est une entité administrative déconcentrée de la province du Tanganyika en république démocratique du Congo.

## Subdivisions
Formant un des six territoires qui composent la province de Tanganyika, il est constitué de la commune de Manono, deux  chefferies et quatre secteurs :
| Subdivision | Statut    |
| ----------- | --------- |
| Manono      | Commune   |
| Bakongolo   | Chefferie |
| Kiluba      | Chefferie |
| Kamalondo   | Secteur   |
| Kyofwe      | Secteur   |
| Luvua       | Secteur   |
| Nyemba      | Secteur   |